# Dekanija Koper
Dekanija Koper je rimskokatoliška dekanija, ki spada pod okrilje škofije Koper. 

## Župnije
- Župnija Bertoki
- Župnija Izola
- Župnija Koper - Marijino vnebovzetje
- Župnija Koper - Sv. Marko
- Župnija Korte
- Župnija Lucija
- Župnija Piran
- Župnija Portorož
- Župnija Sečovlje
- Župnija Strunjan
- Župnija Sveti Anton, Koper